# Gerta Stecher

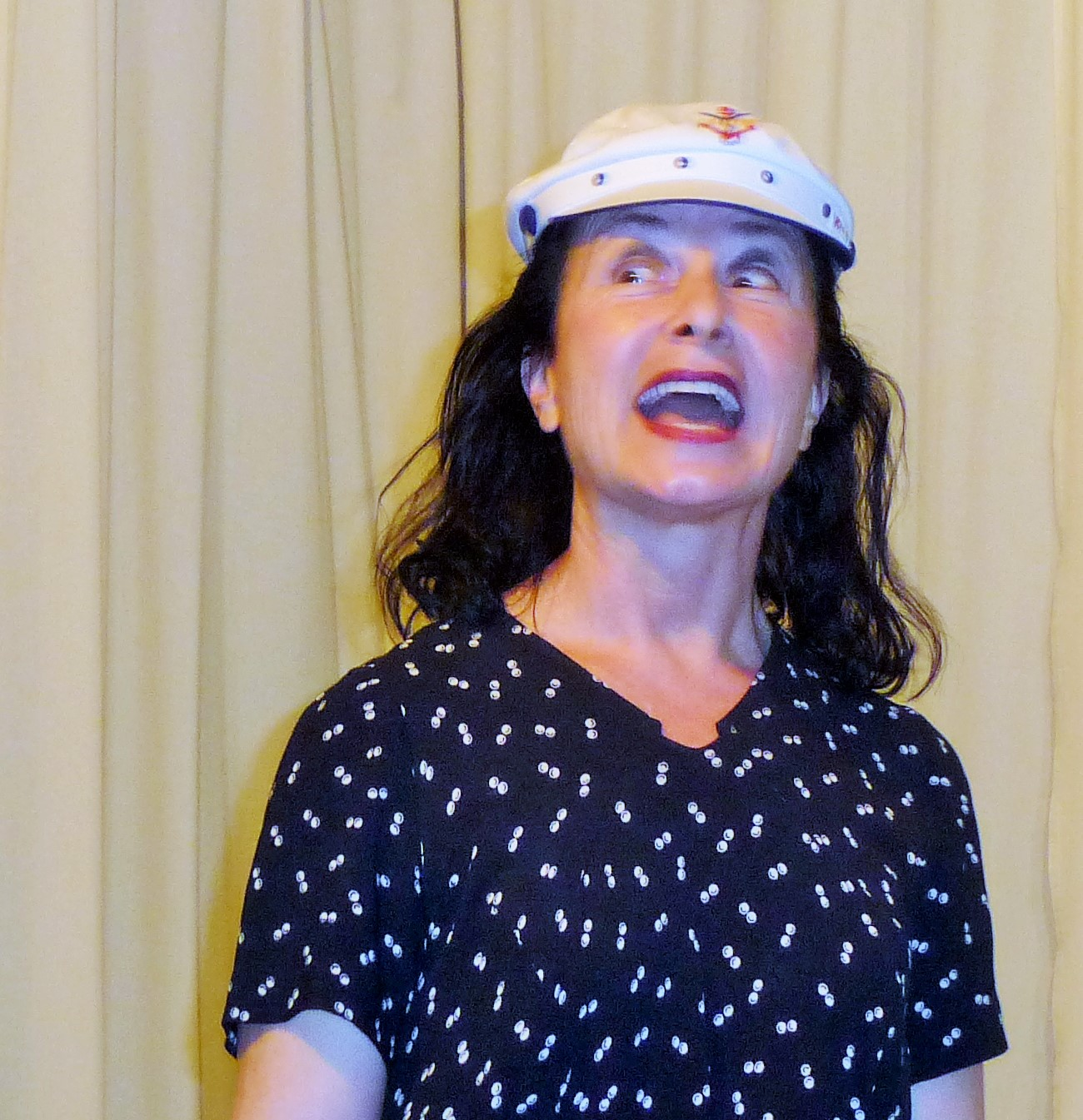
Gerta Stecher mit dem „Matrosensong“ von Bertolt Brecht (Mai 2010)

Gerta Stecher (* im heutigen Chemnitz) ist eine deutsche Autorin, Journalistin, Regisseurin, Dramaturgin, Kamerafrau, Fotografin und Diseuse.

## Werdegang
Gerta Stecher wuchs in Magdeburg und Fürstenwalde/Spree auf. Schon als Vierjährige stand sie auf dem Laufsteg und hatte ihren ersten Kostümauftritt. Von ihrem 8. bis 15. Lebensjahr erhielt sie eine intensive Ausbildung im Kinderballett. Von ihrem 17. Lebensjahr an arbeitete sie als Fotomodell und Mannequin. Seit dem 18. Lebensjahr lebt sie in Berlin.
Gerta Stecher studierte Kulturtheorie/Ästhetik an der Humboldt-Universität zu Berlin. Zu ihren akademischen Lehrern gehörten  u. a. Dietrich Mühlberg, Walter Hofmann, Wolfgang Heise, Karin Hirdina. Ihr Studium beendete sie mit dem Diplom.

## Tätigkeiten
Nach dem Studienabschluss war Gerta Stecher als Dramaturgin beim DEFA-Studio für Dokumentarfilme angestellt. Zu ihren Kollegen, deren Filme sie dramaturgisch begleitete, zählen u. a. die Regisseure und Regisseurinnen Roland Steiner, Ernst Cantzler, Jochen Kraußer, Andreas Voigt, Günter Jordan, Helga Porsch, Petra Tschörtner, Christiane Hein sowie die Kameramänner Hans-Eberhard Leupold und Gunter Becher.
Von 1983 bis 1989 war Gerta Stecher Mitglied des Literaturzentrums Berlin unter der Leitung von Petra Grande.  Es folgen zeitgleich Veröffentlichungen von literarischen Arbeiten, besonders Erzählungen und Hörspiele.
Im Jahr 1990 erhielt sie ein Arbeitsstipendium für Berliner Schriftsteller. Im gleichen Jahr war sie Teilnehmerin an der Schlusslesung des vierten „Tuttlinger Literaturpreises für unveröffentlichte Prosa“.
Nach der Abwicklung aller DEFA-Studios (Spielfilm, Dokumentarfilm, Trickfilm) im Zuge der Wiedervereinigung wechselte Gerta Stecher aus der Arbeitslosigkeit in die Selbständigkeit.
Sie arbeitet fortan, unterbrochen von einer ABM-Stelle im Potsdam Kolleg (1991–93) und einer ABM/LKZ-Stelle in der Landesvereinigung kulturelle Jugendbildung (1995–1998), als freie Autorin und Journalistin für Hörfunk- und Fernsehsender sowie für Printmedien.
Sie war tätig für die Sender Ostdeutscher Rundfunk Brandenburg (ORB), Sender Freies Berlin (SFB), 3sat, Rundfunk Berlin Brandenburg (RBB), Deutschlandradio Berlin, Deutschlandradio Kultur, Deutschlandfunk und verschiedene Printmedien wie die kulturpolitische ver.di-Zeitschrift Kunst&Kultur. Ihre bevorzugten Arbeitsthemen sind Kunst und Kultur, Frauen sowie Lateinamerika.
Von 1992 bis 1998 war sie Mitglied der Neuen Gesellschaft für Literatur.
Von 1997 bis 2001 erarbeitete sie Fernsehbeiträge für die Sendereihe „Ungeschminkt“ im Rundfunk Brandenburg u. a. zu indigenen Frauen in Bolivien und in Honduras, über mulattische Frauen in Peru (wie über María Elena Moyano) und in den USA, über Frauenstatuen auf Friedhöfen, über partnerschaftsrelevante Gesellschaftsfragen  (mit Rita Süssmuth, ehemalige Präsidentin des Deutschen Bundestages), über die erste weibliche Polizei in Preußen, über den südost Europa Kultur Verein in Berlin.
Bis 2012 produzierte sie rund 60 Hörfunk- und Fernsehbeiträge und Features, auch in Personalunion als Autorin, Kamerafrau und Regisseurin.
Im Jahr 2003 wurde im Staatstheater am Gärtnerplatz in München unter der Leitung von Ekkehard Klemm die Oper „Das Beben“ uraufgeführt, für die Gerta Stecher das Libretto nach Heinrich von Kleists Novelle Das Erdbeben von Chili, geschrieben hat.  Der Komponist ist der Armenier Awet Terterjan. Die Oper wurde als ein Sensationserfolg in der Presse gewürdigt: Süddeutsche Zeitung (SZ), Frankfurter Allgemeine Zeitung (FAZ).
In den Jahren von 1995 bis 2008 publizierte sie mehrere Bücher in dokumentarischer Prosa. Dazu unternimmt sie rechercheintensive Vorarbeiten sowohl an verschiedenen Theater- und Opernbühnen Deutschlands für das Buch „Nur der junge König Lear hat noch was zu lachen“ als auch in Lateinamerika für „Wahre Geschichten aus der Neuen Welt“ beziehungsweise in Brandenburger Geschichtsbüchern, Akten und Archiven für „Die unernste Geschichte Brandenburgs“ (zusammen mit Hans-Otto Dill). Die Handhabung von Recherchen ist ihrer Erfahrung als Dokumentarfilmerin und Journalistin zu danken.
Die Niederschrift der Kultur-Biografie „Karl Richter – Ein langes Leben für die ‚Schwarze Kunst’ und ihre Gewerkschaften“, in der das Leben einer Person aus künstlerischer bzw. kultureller Perspektive aufgeschrieben ist, wohl die erste dieser Art überhaupt, basiert methodologisch auf den Erkenntnissen ihres Hochschulstudiums (Karl Richter, ehemaliger Landesbezirksvorsitzender IG Druck und Papier Berlin/West). Dieses Buch ist der erste Band der Karl-Richter-Edition des Karl-Richter-Vereins Berlin.

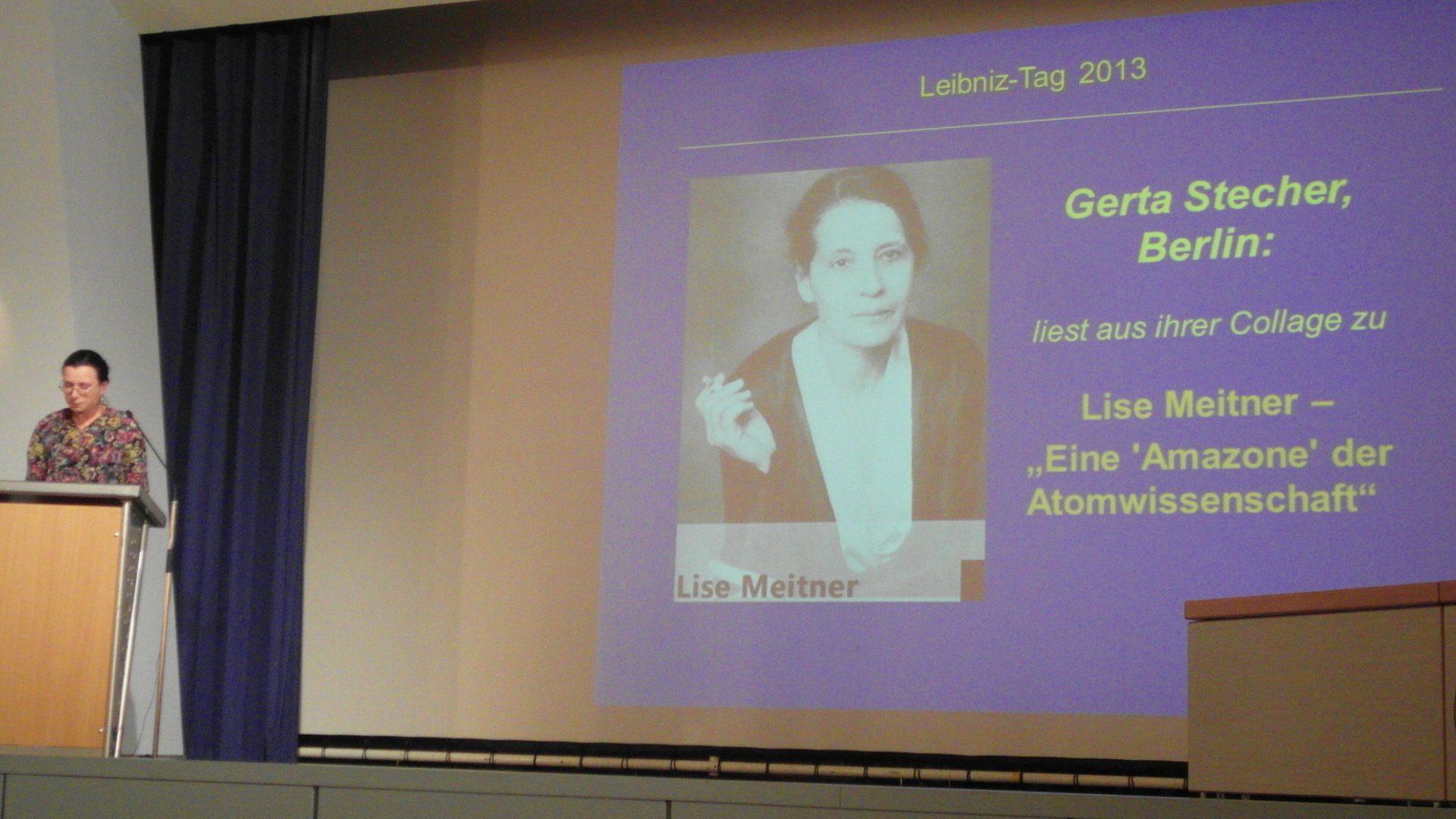
Gerta Stecher bei einer Lesung (Leibniz-Sozietät, 2013)

Aus ihren Büchern sowie mit ihrer Collage „Lise Meitner – 'Amazone' der Atomwissenschaft“ veranstaltet sie diverse Lesungen.

### Als Fotografin
Daneben ist sie als Fotografin tätig und illustrierte per Fotos sowohl einige ihrer Printmedienbeiträge als auch zwei ihrer Bücher bzw. Buchumschläge.
Sie hat Fotos in diversen Magazinen und Zeitschriften in Deutschland sowie in Mexiko und Kuba und 1998 im Bildband „Fotografien aus Brandenburg“ veröffentlicht.
Als Fotografin arbeitet sie themengebunden und hat dreizehn Fotoausstellungen, die sie deutschlandweit zeigt.  Zu einigen bietet sie ausstellungsbegleitende Vorträge an, gepaart mit eigenen Hörfunk- oder Fernsehbeiträgen.

### Als Diseuse
Im Jahre 1998 belegte Gerta Stecher einen Performance/Pantomimenkurs des NoTechFestes in Berlin bei Tadashi Endo.
Von 2005 bis 2013 war sie Mitglied im ver.diChor Berlin e.V. unter der Chorleitung von Natalya Chaplygina.
Von 2006 bis 2011 besuchte Gerta Stecher die jährliche Chanson-Werkstatt bei Johanna Arndt. Arndt ist eine der ersten Schülerinnen von Gisela May und wie diese als erfahrene Diseuse ebenfalls Chansonlehrerin. Schon neben der Chanson-Ausbildung trat Gerta Stecher mit einem eigenen Chansonprogramm auf.
Seit 2013 arbeitet sie hauptsächlich als Diseuse und ist mit sechs Programmen unterwegs, bei denen sie als Sängerin nicht nur die Konzeption erarbeitet, sondern auch ihre eigene Regisseurin, Kostümbildnerin, Choreografin und Moderatorin/Kommentatorin ist. Diese Multifunktion zeigt sich besonders in den Programmen „SOLO im DUETT“, „ALLES THEATER“ und „KRIEG, hurra“.
Ihre drei bevorzugten Liedgenres, alle aus den 1920er bis 1950er Jahren, sind das deutsche Chanson, Songs von Bertolt Brecht und schließlich Titel aus Film, Lustspiel und Revue.
Neben diesen fünf Solo-Programmen veranstaltet sie gemeinsam mit Hans-Otto Dill das Gesprächs-Konzert „Mulattin“.
Und als die „CHANSONETTAS“ tritt sie zusammen mit Heidi Riehm in den von ihr entwickelten Programmen „Berlin, verrücktes Ding“ und „KRIEG, hurra“ auf.
Ihre programmgebundenen pianistischen Begleiter sind Christiane Obermann, Andreas Wolter, Wolfgang Panwitz, Christian Zacker, Michael Letz. Daneben arbeitete sie auch mit Uwe Streibel, Karin Coper, Tobias Bartholmeß.

## Verknüpfung ihrer vielfältigen Tätigkeiten
Mit Erfolg stellt sie eine Verknüpfung der Ergebnisse ihrer verschiedenen Tätigkeiten her, hierzu zwei Beispiele:
Erstes: Als Journalistin hospitierte sie in einer Chansonwerkstatt von Gisela May, verdichtet dies zu einem der Texte in ihrem Buch „Nur der König Lear hat noch was zu lachen“ und dieser ist Teil ihres musikalisch-literarischen Programms „ALLES THEATER“.
Zweites: Als Journalistin produzierte sie den Fernsehbeitrag „Frauenstatuen auf Friedhöfen“, als Fotografin die Fotoausstellung „Weiber für die Ewigkeit“, als Darstellerin die Foto-Text-Performance „Posen von Eros und Ewigkeit“ und schließlich die Kombination aus Fotoausstellung, Filmvorführung und Liedtiteln aus ihrem Chanson-Programm „WEIBERLIEDER“ zu einer eigenständigen Abendveranstaltung.

## Künstlerisches Schaffen

### Filmografie
- 1980: Film von gestern (Dramaturgie)

### Erzählungen (Auswahl)
- 1984 bis 1989, 4 Hefte Gedichte und Geschichten, herausgegeben vom Literaturzentrum Berlin
- 3/1981, 2/1984, 4/1985 TEMPERAMENTE, Verlag Neues Leben Berlin
- 32. Jahrgang / Mai 1984 und 36. Jahrgang / Januar 1988 neue deutsche literatur, herausgegeben vom Schriftstellerverband der Deutschen Demokratischen Republik
- 1987, Heft 41 und 1988, Heft 45 LITFASS, Zeitschrift für Literatur, Serie Piper, R. Piper GmbH&Co.KG, München
- 1988 PARTNERSCHAFTEN. Wandel in der Liebe. Mitteldeutscher Verlag Halle–Leipzig
- 1989, Heft 5 Literatur um 11. Hitzeroth, Marburg

### Hörspiele und Features (Auswahl)
- 1981 Der Sänger. Rundfunk der DDR
- 1988 Eremischin. Rundfunk der DDR
- 1988 Keine Abenteuergeschichte. Rundfunk der DDR
- 1992 Ich bin der Hauptgewinn. Radio Brandenburg
- 1992 Sixt Enderlein im Paradies. Radio Brandenburg
- 1992 Privates von Regine Hildebrandt, Brandenburgische Ministerin für Arbeit, Soziales, Gesundheit und Frauen in der ersten brandenburgischen Landesregierung nach der Wiedervereinigung. Radio Brandenburg
- 1996 Marmor, Stein und Eisen. Radio Brandenburg
- 1997 ... das Traumland schlechthin mit der schönsten Stadt der Welt. Radio Brandenburg
- 1999 Mestizen-Barock. Deutschland Radio Berlin

### Bücher (Auswahl)
- 1995 Die unernste Geschichte Brandenburgs. (mit Hans-Otto Dill). Weymann Bauer Verlag Rostock
- 2007 Wahre Geschichten aus der Neuen Welt – Menschen aus dem Alltag Lateinamerikas. edition tranvía-Verlag Walter Frey Berlin
- 2007 Nur der junge König Lear hat noch was zu lachen – Aus dem Innenleben der Theater- und Bühnenwelt. trafo Verlag Berlin
- 2008 Karl Richter – Ein langes Leben für die ‚Schwarze Kunst’ und ihre Gewerkschaften. VSA Verlag Hamburg
- 2013 Collage zu Lise Meitner,  „Amazone“ der Atomwissenschaft.

### Fotoausstellungen (Auswahl)
- Effi küsst Fontane  Literarische Spuren in und um Potsdam
- Uckermärker Kreuze  Schöne Aussichten, leicht lädiert – Konfrontation der lyrischen uckermärkischen Landschaft mit den Zeugnissen tödlicher Autounfälle
- Weiber für die Ewigkeit  Frauenstatuen auf Friedhöfen in acht Ländern zweier Kontinente
- Cholitas von La Paz  Von der Haussklavin zur Hausangestellten – bolivianische Indigenas gründeten eine Dienstmädchengewerkschaft
- Das Realwunderbare – die tausend Gesichter Lateinamerikas  „Die Menschheit ganz im Kleinen auf einem Kontinent“, das Mit- und Nebeneinander von Indios, Mestizen, Weißen, Mulatten, Schwarzen und Asiaten gibt den Lateinamerikanern ihr besonderes mitmenschliches Flair
- Häuser und Hüte  Die Kleinstadt Washington, erste Stadt dieses Namens in den USA, im Bundesstaat Georgia.

### Musikalische Programme (Auswahl)
- 2008 Gesprächskonzert MULATTIN!
- 2009 Literarisch-musikalisches Programm ALLES THEATER!
- 2011 Chanson-Theater-Programm SOLO im DUETT
- 2012 Chanson-Programm WEIBERLIEDER
- 2013 CHANSONETTA-Programm Berlin, verrücktes Ding
- 2014 Chanson-Programm BRECHTs links und rechts
- 2014 Lied-Programm ROT bis ROSAROT
- 2014 CHANSONETTA-Programm KRIEG, hurra
- 2017 Chanson-Programm VON BERUF DAME
- 2018 Literarisch-musikalisches Programm Bertolt Brecht – Die Liebe wintert nicht – Lieder&Lyrik
- 2019 Liedprogramm Das BLAU der Welt oder Die ganze Welt ist himmelblau